# Ekmanochloa
Ekmanochloa Hitchc. é um género botânico pertencente à família Poaceae, subfamília Bambusoideae, tribo Olyreae.
As duas únicas espécies ocorrem na América do Sul.

## Espécies
- Ekmanochloa aristata Ekman
- Ekmanochloa subaphylla Hitchc.